# إسماعيل الزعابي
إسماعيل عمر سلطان الزعابي (مواليد 14 يوليو 2001)، لاعب كرة قدم إماراتي يجيد اللعب في الوسط يلعب مع نادي دبا الحصن الإماراتي.

## مسيرة اللاعب
لعب في نادي الوحدة ونادي الظفرة ونادي البطائح ونادي دبا الحصن.

## روابط خارجية
- إسماعيل الزعابي على موقع Soccerway.com (الإنجليزية)